# 陳燿 (萬曆進士)
陳燿（1585年—？年），字非炫，號具茨，河南河南府孟津縣人。

## 生平
萬曆三十七年（1609年）己酉科鄉試第20名舉人，萬曆四十七年（1619年）己未科易六房會試中式第292名，殿試三甲136名進士，工部觀政，授陝西韓城縣知縣，天啟二年（1622年）壬戌調渭南縣知縣，天啟四年（1624年）甲子升禮部祠祭司主事。

## 家族
曾祖陳天秩，祖陳穎〔甲子贈都察院右僉都御史〕，父陳惟蘭〔歲貢〕，伯陳惟芝〔萬曆八年庚辰科進士〕，堂弟陳爊〔崇禎癸未科進士〕，堂弟陳爌〔順治丙戌科進士〕。